# Oilioll III Caisfiaclach
Oilioll III Caisfiaclach lub Ailill III Caisfiaclach („z Krzywymi Zębami”) – legendarny zwierzchni król Irlandii z dynastii Milezjan (linia Eremona) w latach 211-186 p.n.e. Syn i następca Connli Caema („Przystojnego”), zwierzchniego króla Irlandii.
Objął, według średniowiecznej irlandzkiej legendy i historycznej tradycji, władzę po swym ojcu, który zmarł śmiercią naturalną w Tarze. Rządził Irlandią przez dwadzieścia pięć lat, gdy zginął z ręki Adamaira Foltchaoina („o Delikatnych Włosach”), syna arcykróla Fercorba oraz swego następcy na tronie irlandzkim. Pozostawił po sobie syna Eochaida Ailtlethana („z Broad Joints” lub „z Broad House”), przyszłego mściciela śmierci ojca oraz zwierzchniego króla Irlandii.